# Керничка
Керничка — річка в Україні у Чортківському районі Тернопільської області. Права притока річки Хромової (басейн Дністра).

## Опис
Довжина річки приблизно 8,67 км, найкоротша відстань між витоком і гирлом — 7,31  км, коефіцієнт звивистості річки — 1,19 . Формується декількома струмками та загатами.

## Розташування
Бере початок на північно-східній околиці села Більче-Золоте і на південних схилах гори Мушкарів (307,8 м). Тече переважно на південний захід і на південно-західній околиці села Юр'ямпіль впадає у річку Хромову, ліву притоку річки Серету.

## Цікаві факти
- На лівому березі річки розташована Печера Озерна[4].